# Dolní Jiřetín
Dolní Jiřetín (deutsch Nieder Georgenthal, volkstümlich Nieder-Görten) war eine Stadt in Tschechien.

## Geographische Lage
Die Stadt lag in Nordböhmen und erstreckte sich etwa fünf Kilometer nordwestlich von Most (Brüx) entlang des Jiřetinský potok, der südlich des Ortes in den Grundbach mündete. Die wenigen noch erhaltenen Häuser bilden heute einen Ortsteil von Horní Jiřetín (Ober Georgenthal).

## Geschichte
Die Gegend am Ufer des Kommerner Sees war bereits in der Mittleren Steinzeit, etwa 8300 v. Chr., besiedelt. Weitere archäologische Funde stammen aus der Bandkeramischen Kultur, der Jordansmühler und der Badener Kultur sowie der Knovízer Kultur.
1263 wurde der Ort Jorrenthal erstmals erwähnt, spätere Namensformen waren Juřata und Jurnteyn. Eine Unterscheidung von Horní Jiřetín ist erst ab 1409 nachweislich, zu dieser Zeit wurde der Ort Girzetin doleyini genannt. Das Dorf gehörte im 15. Jahrhundert den Herren von Colditz. 1492 wurde Geržetin doleyssi erstmals als Städtchen (oppidum) bezeichnet, mit einem Marktplatz und einer Kirche (1352).

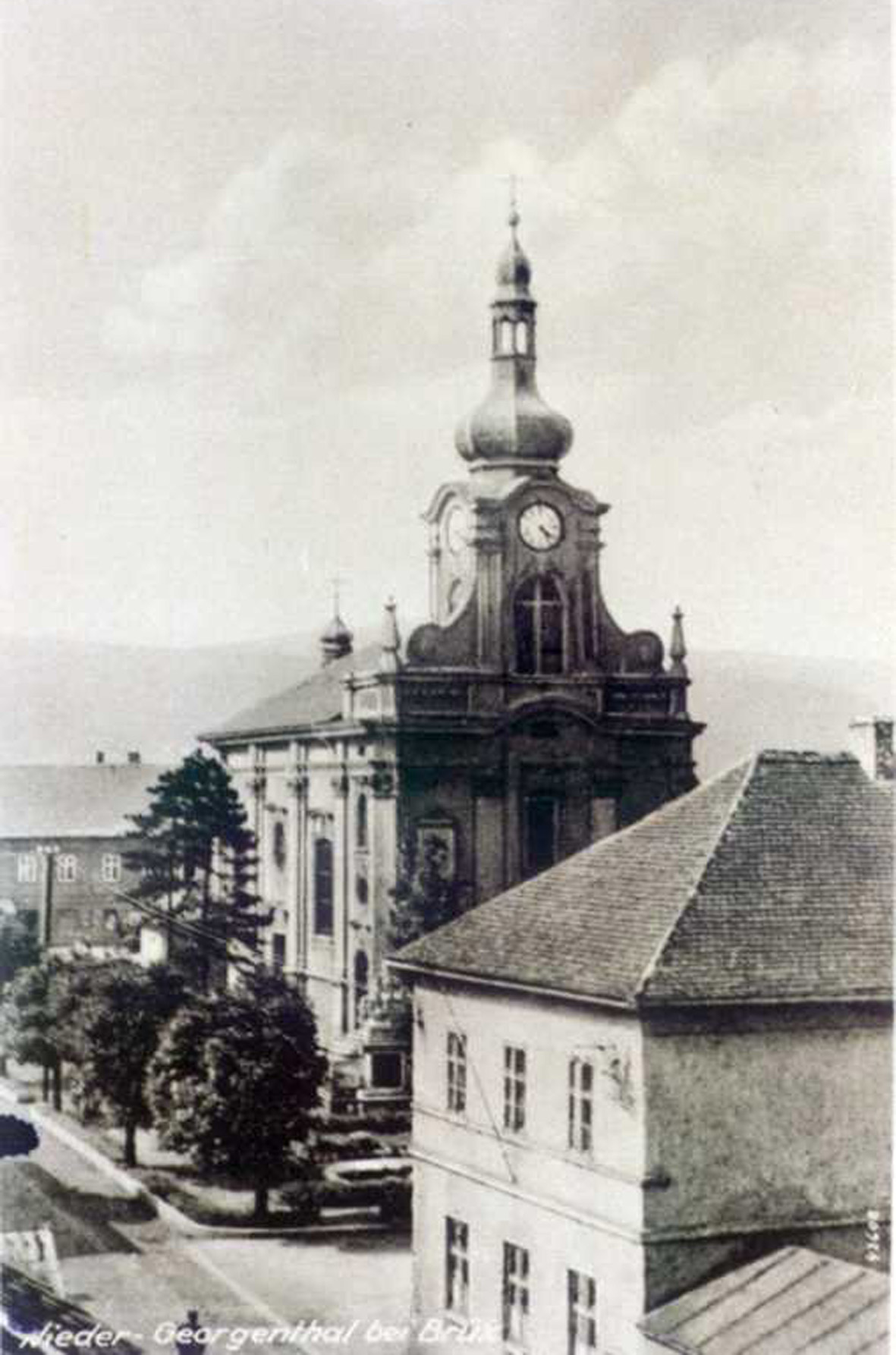
Ehemalige Kirche St. Nikolaus

1549 war der Marktflecken Eigentum von Sebastian von Weitmühl, dem auch die hiesige Feste gehörte. Nach 1562 ging das Eigentum in die Hände der Herren von Lobkowitz über. 1571 erhielt die Gemeinde von Kaiser Maximilian Marktrechte und ein Wappen. Auf diesem befand sich auf einem roten Hintergrund der Heilige Georg auf einem Pferd. 1642 erwarben die Grafen von Waldstein den Besitz. Der Ort wurde von mehreren Katastrophen heimgesucht. Neben den Verwüstungen infolge des Dreißigjährigen Krieges waren es zwei Feuerbrünste in den Jahren 1621 und 1680. 1680 starb auch ein Großteil der Bevölkerung an Pest. Im selben Jahre erhob Johann Friedrich von Waldstein die Herrschaften Dux und Ober Leutensdorf zum Familienfideikommiss. Im 17. Jahrhundert waren 27 Gebäude bewohnt, ein Jahrhundert später waren es 62, meist von Hofgutbesitzern und Landwirten. Die Kirche St. Nikolaus wurde 1724 errichtet und erhielt 1822 einen Expositen der Pfarrei Ober-Georgenthal. In den 1820er Jahren begann der Obstbau und Gartenbau. Nieder-Georgenthal besaß das Privileg für vier Jahrmärkte, die zu St. Adalbert, am Montag nach Fronleichnam, zu Kreuzerhöhung und zu St. Nikolai abgehalten wurden. Wie auf den größeren Märkten in Oberleutensdorf wurde auch in Nieder-Georgenthal hauptsächlich Seiden-, Baumwoll- und Galanteriewaren, Leinwand, Tuch, Spitzen, Bänder, Strumpfwirkerartikel, Hüte, Leder, Schuhmacher-, Sattler-, Kürschner- und Riemerarbeiten sowie Stahl-, Eisen-, Blech- und Töpferwaren feilgeboten.
Im Jahre 1830 bestand der Marktflecken Nieder-Georgenthal aus 97 Häusern mit 501 deutschsprachigen Einwohnern, darunter 33 Gewerbetreibenden. Unter obrigkeitlichem Patronat standen die Kirche St. Nikolaus und die Schule. Im Ort gab es zudem ein Gemeindehaus, einen obrigkeitlichen Meierhof und eine Mahlmühle. Abseits befand sich ein Jägerhaus. Auf den Jahrmärkten präsentierten 80 – 90 inländische Händler ihre Waren in 47 Buden und Ständen. Pfarrort war Ober-Georgenthal. Bis zur Mitte des 19. Jahrhunderts blieb Wschechlab der Fideikommissherrschaft Dux untertänig. 1848 lebten hier 568 Menschen.

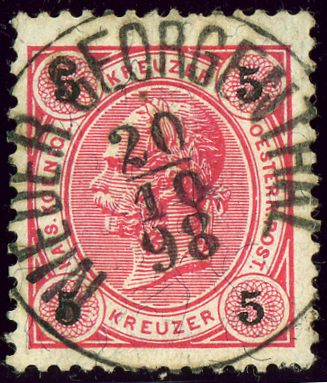
Abstempelung NIEDER GEORGENTHAL, 1898

Nach der Aufhebung der Patrimonialherrschaften bildete Nieder-Georgenthal / Dolní Jiřetín ab 1850 mit dem Ortsteil Vierzehnhöfen / Čtrnáct Dvorců eine Marktgemeinde im Leitmeritzer Kreis und Gerichtsbezirk Brüx. 1862 wurde Niedergeorgenthal zur Stadt erhoben. Ab 1868 gehörte die Stadt zum Bezirk Brüx. Das Postamt wurde 1876 eingerichtet. Ende des 19. Jahrhunderts, nach der Eröffnung der Schächte Guido I bis III, Humboldt I und II, Centrum I, Radecký-Kolumbus erhöhte sich die Zahl der Bevölkerung auf 958, im Jahr 1900 waren es dann 3471, davon 1850 Tschechen. 1930 lebten in der Stadt Nieder Georgenthal einschließlich des Ortsteiles Vierzehnhöfen 3849 Menschen.
Nach dem Münchner Abkommen wurde Nieder Georgenthal 1938 dem Deutschen Reich angegliedert und gehörte bis 1945 zum Landkreis Brüx, Regierungsbezirk Aussig, im Reichsgau Sudetenland. Daraufhin zog der größte Teil der tschechischen Bevölkerung in das Landesinnere. 1939 hatte die Stadt 3099 Einwohner. Gleichzeitig wuchs der Bedarf an Arbeitskräften. In der Gegend wurden daher Lager für Zwangsarbeiter, Gefangene und Fremdarbeiter angelegt. Zwischen 1943 und 1945 war Nieder Georgenthal zusammen mit Vierzehnhöfen und Marienthal nach Ober Georgenthal eingemeindet. Während der Bombenangriffe auf das benachbarte Hydrierwerk Maltheuern entstand 1944 auch in Nieder Georgenthal beträchtlicher Schaden.
Dolní Jiřetín und sein Ortsteil Čtrnáct Dvorců wurden in den Jahren 1980 bis 1983 größtenteils liquidiert, sie sind 1981 bis 1983 der Ausweitung der hygienischen Schutzzone des chemischen Werkes in Záluží und dem fortschreitenden Kohleabbau zum Opfer gefallen. Am 1. Juli 1983 erfolgte die Eingemeindung nach Horní Jiřetín.
Im Ort befand sich die barocke Kirche des Hl. Nikolaus aus dem Jahre 1724, die wegen großer Schäden 1897 abgerissen wurde. Die neu erbaute Kirche wurde 1939 ebenfalls wegen Baufälligkeit geschlossen. Die Statue des Hl. Georg, die sich vor der Kirche befand, wurde nach Horní Litvínov verbracht.

### Demographie
Bis 1945 war Nieder Georgenthal überwiegend von Deutschböhmen besiedelt, die vertrieben wurden.
| Jahr | Einwohner | Anmerkungen   |
| ---- | --------- | ------------- |
| 1830 | 0501      | in 97 Häusern |
| 1850 | ca. 650   | [ 5 ]         |
| 1930 | 3.849     | [ 6 ]         |
| 1939 | 3.099     | [ 6 ]         |

| Jahr      | 1950 | 1961 | 1970 | 1975 | 1980 | 1982 | 1983 |
| Einwohner | 2710 | 2201 | 1661 | 1714 | 892  | 235  | 0    |

## Söhne und Töchter der Stadt
- Vladimír Sommer (1921–1997), tschechischer Komponist